# دوري كندا الوطني لكرة السلة
دوري كندا الوطني لكرة السلة (بالإنجليزية: National Basketball League of Canada) هو دوري كرة سلة للمحترفين في كندا تأسس في مايو 2011 ، يلعب فيه 8 فرق.

## أبرز الفرق
- لندن لايتنينغ
- ويندسور إكسبريس

## وصلات خارجية
- الموقع الإلكتروني